# Échangeur sodium-calcium
L'échangeur sodium-calcium (souvent noté Na+ / Ca2+ échangeur, NCX, ou protéine de change) est une protéine de membrane, ou canal ionique, qui utilise l'énergie qui est stockée dans le gradient électrochimique de sodium (Na+), en permettant au Na+ d'entrer dans la cellule selon son gradient en échange d'une sortie (antiport) d'ions calcium (Ca2+). Le NCX fait sortir un seul ion calcium, en échange de l'importation de trois ions sodium. L'échangeur existe dans beaucoup de différents types de cellules et d'espèces animales. Le NCX est considéré comme l'un des mécanismes cellulaires les plus importants pour éliminer le Ca2+. Le sens du NCX peut s'inverser lors du potentiel d'action cardiaque (lors de la repolarisation transitoire).
L'échangeur se trouve généralement dans les membranes plasmiques et les mitochondries et réticulum endoplasmique des cellules excitables.